# Kim Dong-hee (cầu thủ bóng đá)
Đây là một tên người Triều Tiên, họ là Kim.
Kim Dong-hee (tiếng Hàn: 김동희; sinh ngày 6 tháng 5 năm 1989) là một cầu thủ bóng đá Hàn Quốc thi đấu cho Seongnam FC ở vị trí tiền đạo.
Ngày 23 tháng 12 năm 2016, Seongnam FC thông báo rằng Kim sẽ ở lại thêm một mùa giải nữa Seongnam.